# Żuków (województwo zachodniopomorskie)
Żuków (niem.: Suckow a. d. Plöne) – wieś w Polsce położona w województwie zachodniopomorskim, w powiecie pyrzyckim, w gminie Przelewice.
W latach 1975–1998 miejscowość należała administracyjnie do województwa szczecińskiego.

## Zabytki
- kościół z XVI w. z szeroką wieżą dekorowaną dwoma rzędami blend i parami biforiów, nakryta strzelistym hełmem wiciowym[3];
- park pałacowy, pozostałość po  pałacu[4].